# HIBADH
HIBADH (англ. 3-hydroxyisobutyrate dehydrogenase) – білок, який кодується однойменним геном, розташованим у людей на короткому плечі 7-ї хромосоми. Довжина поліпептидного ланцюга білка становить 336 амінокислот, а молекулярна маса — 35 329.
| 10         |  | 20         |  | 30         |  | 40         |  | 50         |
| ---------- |  | ---------- |  | ---------- |  | ---------- |  | ---------- |
| MAASLRLLGA |  | ASGLRYWSRR |  | LRPAAGSFAA |  | VCSRSVASKT |  | PVGFIGLGNM |
| GNPMAKNLMK |  | HGYPLIIYDV |  | FPDACKEFQD |  | AGEQVVSSPA |  | DVAEKADRII |
| TMLPTSINAI |  | EAYSGANGIL |  | KKVKKGSLLI |  | DSSTIDPAVS |  | KELAKEVEKM |
| GAVFMDAPVS |  | GGVGAARSGN |  | LTFMVGGVED |  | EFAAAQELLG |  | CMGSNVVYCG |
| AVGTGQAAKI |  | CNNMLLAISM |  | IGTAEAMNLG |  | IRLGLDPKLL |  | AKILNMSSGR |
| CWSSDTYNPV |  | PGVMDGVPSA |  | NNYQGGFGTT |  | LMAKDLGLAQ |  | DSATSTKSPI |
| LLGSLAHQIY |  | RMMCAKGYSK |  | KDFSSVFQFL |  | REEETF     |  |            |

A: Аланін

C: Цистеїн

D: Аспарагінова кислота

E: Глутамінова кислота

F: Фенілаланін

G: Гліцин

H: Гістидин

I: Ізолейцин

K: Лізин

L: Лейцин

M: Метіонін

N: Аспарагін

P: Пролін

Q: Глутамін

R: Аргінін

S: Серин

T: Треонін

V: Валін

W: Триптофан

Кодований геном білок за функцією належить до оксидоредуктаз. 
Задіяний у таких біологічних процесах, як катаболізм амінокислот із розгалуженим вуглецевим скелетом, ацетилювання. 
Білок має сайт для зв'язування з НАД. 
Локалізований у мітохондрії.